# Gschwandtalm
Die Gschwandtalm (auch Gschwandalm) ist eine Alm in der Gemeinde Altaussee im österreichischen Bundesland Steiermark. Die Alm liegt am Fuß der Abstürze des Bräuningzinkens und des Greimuths, im Südwesten des Toten Gebirges, in einer Höhe von 1500 m ü. A.. Nach Westen fällt die Alm über die Stöcklwand zur Ausseer Rettenbachalm ab. Auf der Alm befinden sich mehrere Almhütten und eine Jagdhütte. Die Alm ist im Besitz der Österreichischen Bundesforste. Mehrere Bauern besitzen die Servituts-Weiderechte und treiben Mutterkühe und Galtvieh auf.

## Geschichte
Die Gschwandtalm wird im Sandlinger Almbrief aus dem Jahr 1669 erwähnt. Dieses Dokument bestätigt die Weiderechte für die Untertanen der Herrschaft Wildenstein, die bereits ab 1566 gültig waren.

## Wanderwege
Die Gschwandtalm ist über einen unmarkierten Steig, der beim Brombeerkogel vom Fernwanderweg E4 abzweigt, in etwa 1 Stunde erreichbar. Dieser führt über die Gschwandtner Au zur Alm.
Von der Gschwandtalm führt ein nur wenig begangener, unmarkierter Steig über ausgedehnte Karstkarren zum Schwarzmoossattel. Man kann somit in etwa fünf Stunden den Loser umrunden.
Über wegloses und steiles Gelände kann man über den Gschwandtsattel (1743 m ü. A.) zur Bräuningalm queren.